# Номенклатура Ганча — Видмана

1,3-Тиазол — название по номенклатуре Ганча — Видмана

Номенклатура Ганча — Видмана (расширенная система Ганча — Видмана) — система наименования гетероциклических соединений, состоящих из одного цикла с числом членов не более 10, основанная на перечислении приставок, обозначающих гетероатомы, и основы, обозначающей число атомов в цикле и его ненасыщенность. 

## История
Номенклатура была предложена независимо А. Р. Ганчем и О. Видманом в 1887 и 1888 годах соответственно. В первоначальном варианте она представляла собой правила для присвоения названий пяти- и шестичленным гетероциклам, содержащим атомы азота, а также кислорода, серы и селена, однако, в дальнейшем была распространена и на гетероциклы другого размера, с другими гетероатомами и гетероциклы с различной степенью ненасыщенности.
В 1940 году система была документирована, появились основы для обозначения 3-, 4-, 5-членных гетероциклов всех степеней ненасыщенности, а для 6—10-членных гетероциклов приводились основы, соответствующие лишь максимальной и минимальной степеням ненасыщенности. В 1957 году комиссия ИЮПАК по номенклатуре органической химии приняла данную систему в число номенклатурных правил.

## Правила
Названия гетероциклических соединений с величиной цикла от 3 до 10 атомов составляются из двух частей: одной или нескольких приставок, обозначающих гетероатом, и основы, которая указывает на число атомов в цикле и его насыщенность/ненасыщенность и зависит от того, есть ли в нём только гетероатом азота или также другие гетероатомы.

### Приставки
Приставки в номенклатуре Ганча — Видмана происходят от названий соответствующих химических элементов и оканчиваются буквой -а, которая убирается, если после приставки следует часть названия, которая начинается с гласной. Приставки служат для обозначения наличия в цикле того или иного гетероатома, причём если гетероатомов в цикле несколько, то они перечисляются в том порядке, в котором они приведены в таблице. Два и более гетероатома одного типа обозначаются приставками «ди-», «три-» и т. д.
| Гетероатом   | Валентность | Приставка | Гетероатом    | Валентность | Приставка |
| ------------ | ----------- | --------- | ------------- | ----------- | --------- |
| Фтор (F)     | 1           | фтора-    | Мышьяк (As)   | 3           | арса-     |
| Хлор (Cl)    | 1           | хлора-    | Сурьма (Sb)   | 3           | стиба-    |
| Бром (Br)    | 1           | брома-    | Висмут (Bi)   | 3           | висма-    |
| Иод (I)      | 1           | иода-     | Кремний (Si)  | 4           | сила-     |
| Кислород (O) | 2           | окса-     | Германий (Ge) | 4           | герма-    |
| Сера (S)     | 2           | тиа-      | Олово (Sn)    | 4           | станна-   |
| Селен (Se)   | 2           | селена-   | Свинец (Pb)   | 4           | плюмба-   |
| Теллур (Te)  | 2           | теллура-  | Бор (B)       | 3           | бора-     |
| Азот (N)     | 3           | аза-      | Ртуть (Hg)    | 2           | меркура-  |
| Фосфор (P)   | 3           | фосфа-    |               |             |           |

### Основы
Основы в данной номенклатуре служат для обозначения величины цикла. Они образуются путём удаления нескольких букв от соответствующего числительного: «-ир» от три, «-ет» от тетра, «-еп» от гепта, «-ок» от окта, «-он» от нона, «-ек» от дека. Основы "-ол" и "-ин" для обозначения пяти- и шестичленных циклов являются оригинальными и происходят от названий наиболее распространённых азотистых гетероциклов пиррола и пиридина.
Традиционно, выбор основы в номенклатуре Ганча — Видмана зависит от того, содержит ли гетероцикл только атом азота или также другие гетероатомы. В зависимости от этого могут применяться различные наборы основ. Согласно рекомендациям 1983 года, для насыщенных азотсодержащих гетероциклов до 5 атомов в цикле предпочтительно употребление собственного набора основ (в таблице отмечены красным), а к гетероциклам, не содержащим азота или содержащим другие гетероатомы, рекомендуется применять отдельный набор основ.
Выбор основы также зависит от того, является гетероцикл насыщенным или нет. Для четырёх- и пятичленных циклов также применяются основы, обозначающие размер частично гидрированных гетероциклических соединений, однако чаще для этой цели применяются приставки дигидро-, тетрагидро- и т. д.
| Число атомов в цикле | Основы (суффиксы)    | Основы (суффиксы)    | Основы (суффиксы)          | Основы (суффиксы)          |
| Число атомов в цикле | азотсодержащие циклы | азотсодержащие циклы | циклы, не содержащие азота | циклы, не содержащие азота |
| Число атомов в цикле | ненасыщенные         | насыщенные           | ненасыщенные               | насыщенные                 |
| -------------------- | -------------------- | -------------------- | -------------------------- | -------------------------- |
| 3                    | -ирин                | -иридин              | -ирен                      | -иран                      |
| 4                    | -ет                  | -етидин              | -ет                        | -етан                      |
| 5                    | -ол                  | -олидин              | -ол                        | -олан                      |
| 6                    | -ин                  | [ К 5 ]              | -ин                        | -ан                        |
| 7                    | -епин                | [ К 5 ]              | -епин                      | -епан                      |
| 8                    | -окин                | [ К 5 ]              | -окин                      | -окан                      |
| 9                    | -онин                | [ К 5 ]              | -онин                      | -онан                      |
| 10                   | -ецин                | [ К 5 ]              | -ецин                      | -екан                      |

| Число атомов в цикле | Основы (суффиксы)    | Основы (суффиксы)          |
| Число атомов в цикле | азотсодержащие циклы | циклы, не содержащие азота |
| -------------------- | -------------------- | -------------------------- |
| 4                    | -етин                | -етин                      |
| 5                    | -олин                | -олен                      |

Примером построения названий гетероциклических соединений могут служить насыщенные кислородсодержащие гетероциклы.

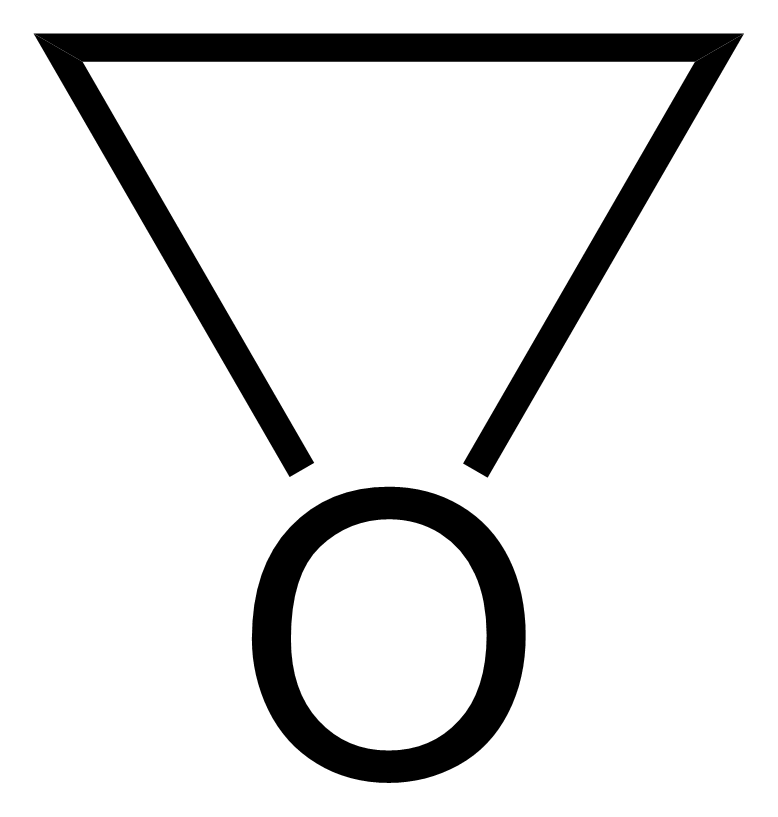
оксиран
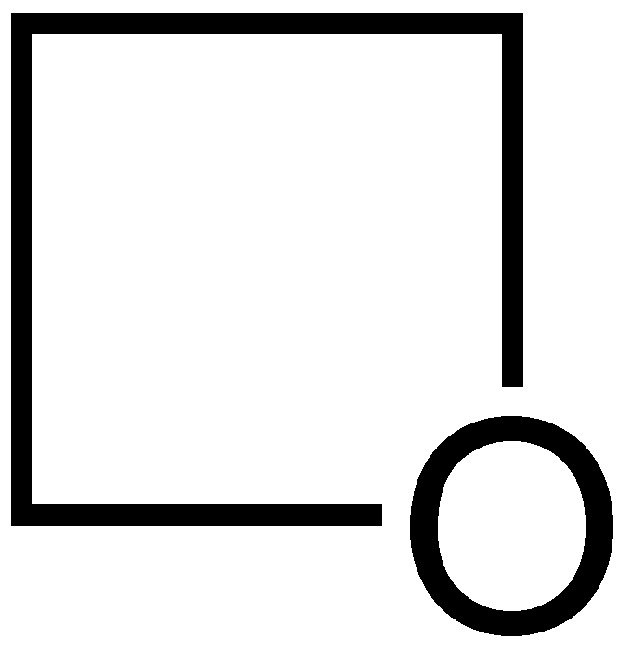
оксетан
оксолан (чаще: тетрагидрофуран)
оксан (чаще: тетрагидропиран)

### Другие элементы названий
Локанты используются для обозначения взаимного расположения гетероатомов в цикле. Для расстановки локантов старшему гетероатому (стоящему выше в таблице приставок) присваивают наименьший номер, а атомы цикла нумеруют так, чтобы получить наименьший набор локантов. Затем локанты перечисляют перед приставками в порядке следования приставок. 
В случаях, когда существует несколько максимально ненасыщенных гетероциклов, различающихся расположением двойных связей, применяют символ «обозначенного водорода», то есть при помощи дополнительной приставки указывают номер атома, не включённого в двойные связи. Если название гетероцикла начинается с локантов, положение двойной связи может в порядке исключения обозначаться при помощи греческой буквы Δ с надстрочным локантом.

1,4,2-оксазафосфолидин
1,3,6,4-тиадиазаборепан
оксатиафосфиран

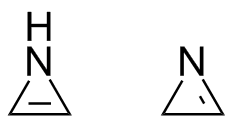
1H-азирин и 2H-азирин
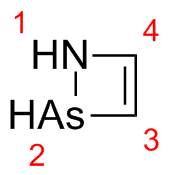
Δ3-1,2-азарсетин

## Комментарии
1. ↑  В различных источниках английское слово stem, обозначающее эту часть названия соединения, передаётся русскими аналогами основа, корень либо суффикс. Вероятно, это связано с различиями в морфологии русских и английских слов. В своей книге Рамш высказывает мнение, что stem неверно рассматривать как основу, поскольку stem состоит из корня, обозначающего размер цикла, и суффикса, обозначающего его степень ненасыщенности, в то время как в основу слова в русском языке входит ещё и приставка.
2. 1 2 3  Если непосредственно за префиксом «фосфа-» следует окончание «-ин», то «фосфа-» следует заменить на «фосфор-», аналогично «арса-» и «стиба-» заменяются на «арсен-» и «антимон-» соответственно. Кроме того, насыщенные шестичленные циклы называют не фосфорин и арсенин, а фосфоринан и арсенан соответственно.
3. 1 2  Под ненасыщенными имеются в виду гетероциклы, содержащие максимальное число некумулированных двойных связей, в которых гетероатом имеет обычную валентность.
4. 1 2  По поводу производных фосфора, мышьяка и сурьмы см. комментарий к таблице с приставками.
5. 1 2 3 4 5  Насыщенный гетероцикл называется путём добавления приставки «пергидро-» к названию соответствующего ненасыщенного гетероцикла.
6. ↑  Не применяется для соединений кремния, германия, олова и свинца. В этих случаях для образования названия насыщенного гетероцикла к названию ненасыщенного аналога добавляют приставку «пергидро-».

### Оригинальные работы
- Hantzsch A., Weber J. H. Ueber Verbindungen des Thiazols (Pyridins der Thiophenreihe) // Berichte der deutschen chemischen Gesellschaft. — 1887. — Т. 20, № 2. — С. 3118—3132. — doi:10.1002/cber.188702002200.
- Widman O. Zur Nomenclatur der Verbindungen, welche Stickstoffkerne enthalten // J. Prakt. Chem. — 1888. — Т. 38, № 1. — С. 185—201. — doi:10.1002/prac.18880380114.

### Руководства
- Джилкрист Т. Химия гетероциклических соединений = Heterocyclic Chemistry / Пер. с англ. А. В. Карчавы и Ф. В. Зайцевой, под ред. М. А. Юровской. — М.: Мир, 1996. — С. 441—451. — ISBN 5-03-003103-0.
- Кан Р., Дермер О. Введение в химическую номенклатуру = Introduction to Chemical Nomenclature / Пер. с англ. Н. Н. Щербиновской, под ред. В. М. Потапова, Р. А. Лидина. — М.: Химия, 1983. — 224 с.
- Рамш С. М. Руководство по составлению названий гетероциклических соединений с примерами и задачами. — Санкт-Петербург: Химиздат, 2009. — 406 с. — ISBN 978-5-93808-173-4.
- Comission on nomenclature of organic chemistry. Revision of the extended Hantzsch-Widman system of nomenclature for heteromonocycles (англ.). — 1983. — Vol. 55, no. 2. — P. 409—416. — doi:10.1351/pac198855020409. Архивировано 10 июня 2015 года.